# 뉴욕 국제 오토쇼
뉴욕 국제 오토쇼(영어: New York International Auto Show)는 매년 3월 말에서 4월 초에 미국 뉴욕시 맨해튼에서 열리는 자동차 박람회로, 제이콥 제이비츠 컨벤션 센터에서 개최된다. 1900년부터 매년 개최되었으며, 북미 최초의 자동차 전시회로 출범하였다.
1956년부터 1987년까지 뉴욕 콜로세움에서 개최되다가 이후 제이비츠 센터로 자리를 옮겼다.
전시회 기간 중 개별 프로그램 외에도 자동차 관련 컨퍼런스, 포럼, 심포지엄 및 기타 미팅이 진행된다. 10일간의 행사로서, 도시와 주 경제에 기여한 금액은 수억 달러에 달할 것으로 추산된다.